# 美容贷
美容贷是中华人民共和国年美容整形行业的一种主要面向青少年的高利贷，又称“美丽贷”、“整容贷”、“医美贷”。美容贷是医美机构与第三方金融机构合作推出的医美贷款、分期支付等产品和服务，属于场景金融的一种，通常以低息贷款或者无息贷款诱导青少年进行超前消费和超高消费。2021年9月27日，中国国家广播电视总局办公厅发布关于停止播出“美容贷”及类似广告的通知。